# Clavipalpus castaneus
Clavipalpus castaneus är en skalbaggsart som beskrevs av Moser 1924. Clavipalpus castaneus ingår i släktet Clavipalpus och familjen Melolonthidae. Inga underarter finns listade i Catalogue of Life.